# Sharon Lee (política)
Sharon Lee é uma política democrata americana da cidade de Nova York. De janeiro de 2020 até dezembro de 2020, ela actuou como presidente interina do bairro do Queens.

## Carreira política
Lee foi nomeada vice-presidente do distrito em novembro de 2018. Lee assumiu-se como presidente do distrito de Melinda Katz em janeiro de 2020, eleita procuradora distrital do Queens em 2019. Lee supervisionou a resposta do distrito à pandemia COVID-19 na cidade de Nova York. Lee opõe-se a cortes nos gastos com saúde. Ela não concorreu à reeleição.